# ورت ۱۳۵۵۹
سیارک ۱۳۵۵۹ (به انگلیسی: 13559 Werth، نامگذاری:1992RD1) سیزده هزار و پانصد و پنجاه و نهمین سیارک کشف شده‌است که در ۴ سپتامبر ۱۹۹۲ کشف شد.
قدر مطلق سیارک برابر ۳۵.۴ است.